# Obrót płatniczy
Obrót płatniczy (ang. payment transactions) – płatności otrzymywane z zagranicy i dokonywane na jej rzecz; obejmują należności i zobowiązania powstające z różnych tytułów, głównie wynikające z obrotu towarowego, działalności usługowej i kredytów. Ze względu na formę zapłaty możemy wyróżnić obrót płatniczy gotówkowy i bezgotówkowy, a ze względu na sposób przeprowadzania rozliczeń – clearingowych i wolnodewizowy. Obrót płatniczy jest objęty w bilansie płatniczym.
Występowanie obrotu płatniczego wiąże się z tym, że ruch pieniądza nie musi koniecznie przebiegać równocześnie z ruchem towarów i usług znajdujących się w sferze cyrkulacji. W procesie cyrkulacji towar i pieniądz zastępują się
nawzajem jednocześnie, natomiast w obrocie płatniczym zmiana posiadacza towaru następuje w innym terminie aniżeli dokonuje się ruch pieniądza. W ramach obrotu płatniczego wyodrębniamy:
1. Wypłaty pracy roboczej, renty, zapomogi, premie ubezpieczeniowe, wygrane, wynagrodzenia za prac niemające charakteru płacy
2. Wpływy przedsiębiorstw do budżetu państwa, występujące najczęściej w formie podatku obrotowego i podatku od operacji nietowarowych oraz wpłaty z zysku
3. Wypłaty związane ze stosunkami kredytowymi, a więc z jednej strony wypłaty z kredytów bankowych, a z drugiej ich spłaty
4. Płatności będące następstwem cyrkulacji towarów[1]